# Coelotes eharai
Coelotes eharai är en spindelart som beskrevs av Arita 1976. Coelotes eharai ingår i släktet Coelotes och familjen mörkerspindlar. Inga underarter finns listade i Catalogue of Life.